# Gare de Flawinne
La gare de Flawinne est une gare ferroviaire belge de la ligne 130, de Namur à Charleroi, située à Flawinne quartier de la ville de Namur dans la province de Namur en région wallonne.
Elle est mise en service en 1867 par l'administration des chemins de fer de l'État belge. C'est un point d'arrêt sans personnel de la Société nationale des chemins de fer belges (SNCB) desservi par des trains Suburbains (S) (Réseau S de Charleroi).

## Situation ferroviaire
Établie à 86 m d'altitude, la gare de Flawinne est située au point kilométrique (PK) 4,80 de la ligne 130, de Namur à Charleroi, entre les gares de Ronet et de Floreffe.

## Histoire
La station de Flawinne est mise en service, le 1er avril 1867 par les Chemins de fer de l'État belge. Implantée au passage à niveau no 403, du chemin de Flawinne à Malonne, elle est alors desservie par 8 à 10 trains de voyageurs reliant Charleroi à Namur.
En 1878, le premier bâtiment de gare est agrandi.

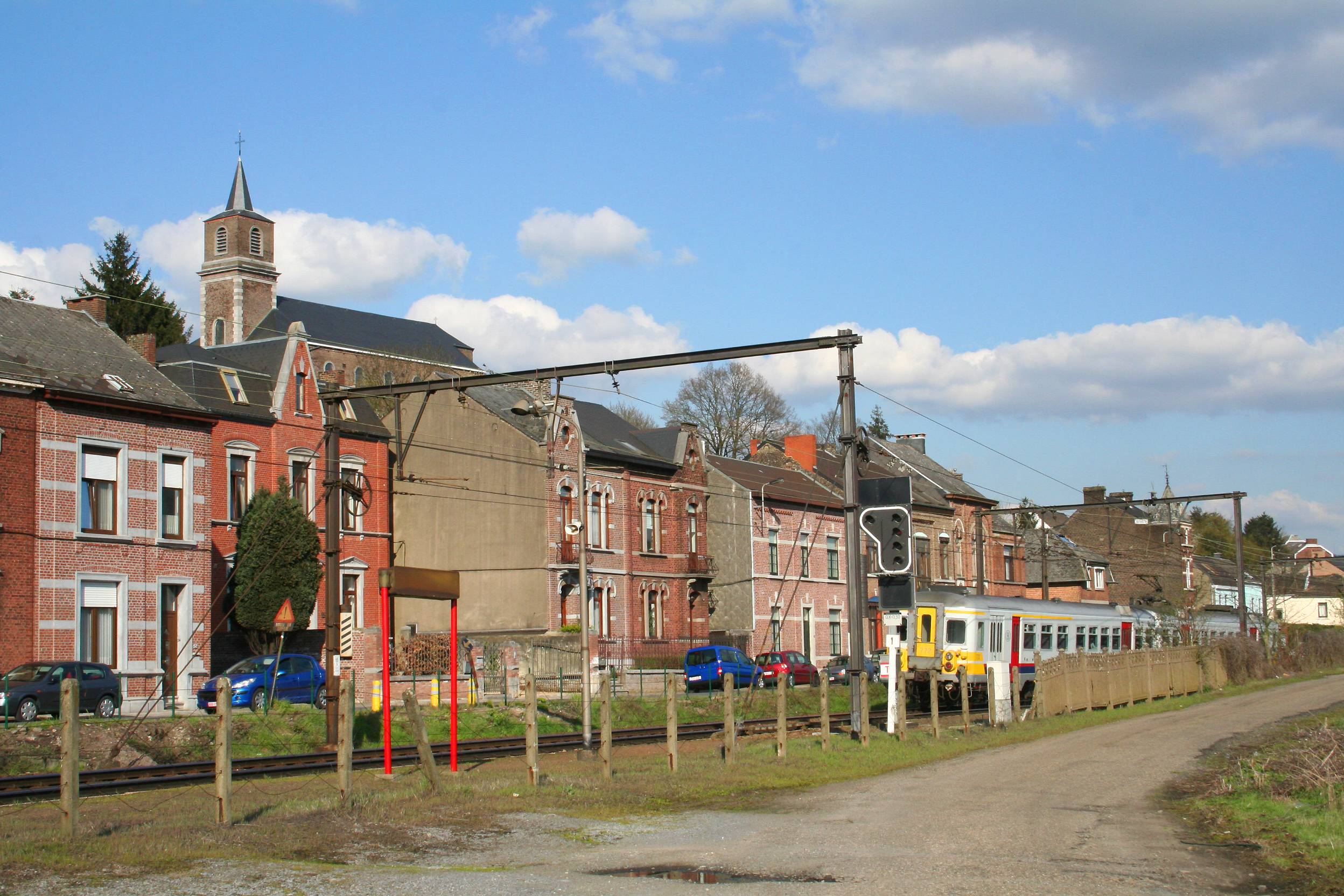
Site de la gare en 2008.

En 1894, l’État belge réaménage la station et y érige un nouveau bâtiment décoré de briques rouges et jaunes dû à l'architecte Émile Robert. Copie inversée de celui de la gare de Moustier, il a depuis été désaffecté et démoli.
Au début des années 2000, les installations de Flawinne ne consistaient plus qu'en deux quais bas en gravier avec un passage piéton traversant les voies. La rénovation des installations de Ronet et Flawinne est allé de pair avec la construction de deux quais hauts et d'un passage souterrain.

## Service des voyageurs

### Accueil
Halte SNCB, c'est un point d'arrêt non géré (PANG) à accès libre.
Un souterrain permet la traversée des voies et le passage d'un quai à l'autre.

### Desserte
Flawinne est desservie par des trains Suburbains (S) de la SNCB (ligne S61 du RER de Charleroi) qui effectuent des missions sur la ligne 130 Charleroi-Namur (voir fiche horaire).

#### Semaine
Il existe deux trains S61 par heure : les premiers reliant Jambes (ou Namur) à Ottignies et Wavre, via Charleroi ; les seconds étant limités à Charleroi-Central.

#### Week-end et jours fériés
La desserte comprend un train S61, toutes les deux heures, entre Namur et Ottignies via Charleroi.

### Intermodalité
Un parking pour les véhicules y est aménagé.

## Comptage voyageurs
Le graphique et le tableau montrent le nombre de passagers qui en moyenne embarquent durant la semaine, le samedi et le dimanche.
| Nombre de voyageurs qui embarquent à la gare de Flawinne | Nombre de voyageurs qui embarquent à la gare de Flawinne | Nombre de voyageurs qui embarquent à la gare de Flawinne | Nombre de voyageurs qui embarquent à la gare de Flawinne |
|                                                          | Semaine                                                  | Samedi                                                   | Dimanche                                                 |
| -------------------------------------------------------- | -------------------------------------------------------- | -------------------------------------------------------- | -------------------------------------------------------- |
| 1977                                                     | 224                                                      | 104                                                      | 79                                                       |
| 1978                                                     | 228                                                      | 104                                                      | 82                                                       |
| 1979                                                     | 157                                                      | 95                                                       | 48                                                       |
| 1980                                                     | 183                                                      | 63                                                       | 60                                                       |
| 1981                                                     | 177                                                      | 74                                                       | 67                                                       |
| 1982                                                     | 207                                                      | 91                                                       | 82                                                       |
| 1983                                                     | 169                                                      | 73                                                       | 70                                                       |
| 1984                                                     | 132                                                      | 21                                                       | 29                                                       |
| 1985                                                     | 113                                                      | 49                                                       | 34                                                       |
| 1986                                                     | 112                                                      | 27                                                       | 22                                                       |
| 1987                                                     | 88                                                       | 32                                                       | 22                                                       |
| 1988                                                     | 87                                                       | 22                                                       | 12                                                       |
| 1989                                                     | 59                                                       | 11                                                       | 24                                                       |
| 1990                                                     | 54                                                       | 19                                                       | 14                                                       |
| 1991                                                     | 55                                                       | 23                                                       | 19                                                       |
| 1992                                                     | 66                                                       | 25                                                       | 20                                                       |
| 1993                                                     | 53                                                       | 12                                                       | 7                                                        |
| 1994                                                     | 60                                                       | 17                                                       | 27                                                       |
| 1995                                                     | 47                                                       | 16                                                       | 9                                                        |
| 1996                                                     | 63                                                       | 13                                                       | 13                                                       |
| 1997                                                     | 74                                                       | 12                                                       | 11                                                       |
| 1998                                                     | 60                                                       | 9                                                        | 10                                                       |
| 1999                                                     | 52                                                       | 12                                                       | 12                                                       |
| 2000                                                     | 54                                                       | 12                                                       | 11                                                       |
| 2001                                                     | 53                                                       | 7                                                        | 6                                                        |
| 2002                                                     | 60                                                       | 12                                                       | 6                                                        |
| 2003                                                     | 55                                                       | 6                                                        | 4                                                        |
| 2004                                                     | 62                                                       | 12                                                       | 6                                                        |
| 2005                                                     | 59                                                       | 12                                                       | 2                                                        |
| 2006                                                     | 72                                                       | 7                                                        | 12                                                       |
| 2007                                                     | 44                                                       | 6                                                        | 8                                                        |
| 2008                                                     | -                                                        | -                                                        | -                                                        |
| 2009                                                     | 31                                                       | 4                                                        | 5                                                        |
| 2010                                                     | -                                                        | -                                                        | -                                                        |
| 2011                                                     | -                                                        | -                                                        | -                                                        |
| 2012                                                     | 60                                                       | 19                                                       | 25                                                       |
| 2013                                                     | 45                                                       | 14                                                       | 8                                                        |
| 2014                                                     | 52                                                       | 6                                                        | 5                                                        |
| 2015                                                     | 68                                                       | 10                                                       | 14                                                       |
| 2016                                                     | 56                                                       | 5                                                        | 12                                                       |
| 2017                                                     | 66                                                       | 19                                                       | 15                                                       |
| 2018                                                     | 63                                                       | 20                                                       | 6                                                        |
| 2019                                                     | 70                                                       | 8                                                        | 4                                                        |
| 2020                                                     | 41                                                       | 37                                                       | 36                                                       |
| 2021                                                     | -                                                        | -                                                        | -                                                        |
| 2022                                                     | 49                                                       | 31                                                       | 25                                                       |
| 2023                                                     | 130                                                      | 48                                                       | 50                                                       |
| 2024                                                     | 116                                                      | 54                                                       | 50                                                       |